# Božja roka (umetnost)
Božja roka ali Manus Dei v latinščini, znana tudi kot Dextera domini / dei, Božja desnica, je motiv v judovski in krščanski umetnosti, zlasti v poznih antičnih in zgodnjih srednjeveških obdobjih, ko je prikazovanje Gospoda ali Boga Očeta kot polna človeška figura nesprejemljiv. Roka, ki včasih vključuje del roke ali del od zapestja, se uporablja za označevanje posredovanja ali odobritve stvari na Zemlji od Boga in včasih kot subjekt sam po sebi. To je umetniška metafora, ki običajno ne namerava označiti, da je bila roka fizično prisotna ali opazna pri vsakem prikazanem predmetu. Roka gledano se pojavlja od zgoraj v precej omejenem številu pripovednih kontekstov, pogosto v gesti blagoslavljanja (v krščanskih primerih), a včasih izvaja akcijo. V kasnejših krščanskih delih se navadno nadomesti s popolnoma udejanjeno podobo Boga Očeta, čigar prikaz je postal sprejemljiv v zahodnem krščanstvu, ne pa v vzhodni pravoslavni ali judovski umetnosti.  Čeprav se Božja roka tradicionalno razume kot simbol Božjega posredovanja ali odobravanja človeških zadev, je tudi mogoče, da Božja roka odraža antropomorfne pojme božanstva, ki so se lahko ohranili v pozni antiki. 
Največja skupina judovskih slik iz starodavnega sveta, sinagoga iz 3. stoletja v Dura-Europasu, ima Božjo roko v petih različnih prizorih, vključno z Žrtvovanjem Izaka in to je nedvomno ena izmed mnogih ikonografskih značilnosti, ki jo je prevzela krščanska umetnost in zdi se, da je bila živahna tradicija judovske pripovedne umetnosti. Tukaj in drugod pogosto predstavlja bath ḳōl ('glas Boga'), pa tudi uporabo v krščanski umetnosti.
Roka se lahko nanaša tudi na starejše tradicije v različnih drugih religijah na starodavnem Bližnjem vzhodu.  V umetnosti obdobja Amarne v Egiptu pod Ehnatonom se žarki sončnega diska Atona končajo v majhnih rokah in so nagrada najvišjega božanstva. Kot amulet roka Fatime, je včasih v roka prikazana samo na stavbah, in zdi se, da v krščanski uporabi ni bila prenosni amuletni predmet. Najdena je iz 4. stoletja v katakombah v Rimu, vključno s slikami Mojzesa prejema deset božjih zapovedi in Žrtvovanje Izaka. 
Obstajajo številne reference na roko Boga v hebrejski Bibliji. Po navadi se razlikujejo glede na sklicevanje desne roke Boga. Tudi kasnejša rabinska literatura vsebuje številne reference. V evangelijih so trije primeri, ko se sliši Božji glas in roka pogosto predstavlja to v vizualni umetnosti.  Gertrud Schiller razlikuje tri funkcije roke v krščanski umetnosti: kot simbol bodisi Božje prisotnosti, bodisi božji glas ali označevanje Božjega sprejetja žrtve. 

## V svetih besedilih in komentarjih

### Hebrejska biblija
Božja roka, ki vključuje božjo roko in prste, je eden najpogosteje uporabljenih antropomorfizmov hebrejske Biblije. Sklicevanja na Božjo roko se večkrat pojavljajo samo v Pentevhu, zlasti v zvezi z razpletanjem pripovedi izraelskega izseljevanja iz Egipta (prim. Eksodus 3: 19-20, Eksodus 14: 3, 8, 31).

### Nova Zaveza
Nobenega sklica na Božjo roko kot dejavnega agenta ali priče ni v Novi zavezi, čeprav je nekaj Jezusov, ki stojijo ali sedijo na desni strani Boga na Božjem nebeškem dvoru , običajen izraz za častni prostor poleg gostitelja ali višjega družinskega člana. Na primer, ko je Štefan napolnjen s "svetim duhom", gledal v nebesa in videl, kako Jezus stoji na desni od Boga (Dela 7:55). Obstajajo trije primeri v evangelijih, ko se sliši Božji glas in Božja roka to pogosto predstavlja v vizualni umetnosti.

### Rabinska literatura
Antropomorfni agada se glede Božje roke pogosto pojavlja v korpusu rabinske literature in se razširi na antropomorfne biblijske pripovedi.

## Krščanska umetnost
V krščanski umetnosti se Božja roka tradicionalno razume kot umetniška metafora, ki ne namerava označiti, da je bilo božanstvo fizično prisotno ali je videti v kateremkoli predmetu, ki je prikazan. V poznih antičnih in zgodnjih srednjeveških obdobjih se je predstavitev polne telesne figure Boga Očeta štela za hudo kršitev druge zapovedi . V skladu s konvencionalno zgodovinsko interpretacijo umetnosti se je predstavitev Božje roke v zgodnji krščanski umetnosti tako razvila kot potreben in simboličen kompromis zelo antantropomorfne vsebine druge zapovedi, čeprav so antropomorfne interpretacije gotovo verjetne . V zgodnji krščanski in bizantinski umetnosti se vidi Božja roka, ki se pojavlja od zgoraj v precej omejenem številu pripovednih kontekstov, pogosto v blagoslovu, a včasih v akciji. Gertrud Schiller razlikuje tri funkcije roke v krščanski umetnosti: kot simbol bodisi Božje prisotnosti bodisi božji glas ali označevanje Božjega sprejetja žrtve. V kasnejših krščanskih delih se navadno nadomesti s popolnoma udejanjeno podobo Boga Očeta, čigar prikaz je postal sprejemljiv v zahodnem krščanstvu, čeprav ne v vzhodni pravoslavni ali judovski umetnosti.